# Corbșori, Argeș
Corbșori este un sat în comuna Corbi din județul Argeș, Muntenia, România.

## Cadrul geografic

### Așezarea
Satul Corbșori este așezat în partea stângă a cursului mujlociu al Râului Doamnei, în partea de sud a depresiunii Nucșoara-Corbi-Corbșori, la sudul Munților Făgăraș. 
Este situat la 50 de km de municipiul Pitești, la 27 km de Câmpulung-Muscel și 25 de km de Curtea de Argeș. 
Se învecinează cu localitățile: Corbi (nord), Stănești (sud), Aninoasa (est) și Poenărei (vest).

### Relieful
Satul Corbșori este așezat în zona Subcarpaților ce se întind la sudul munților Făgăras, în partea de sud a depresiunii Nucșoara-Corbi-Corbșori. 
În partea de est, satul este mărginit de "Muscelele Plăticii", cu vârful "Dealul", de 1143 m. 
În partea de vest se află dealul "Toaca" de 895 m.

### Clima
Clima se încadrează în tipul climatului temperat continental specific dealurilor înalte și joase din Argeș și Muscel. 
Localitatea Corbșori, așezată în depresiunea Nucșoara-Corbi-Corbșori, este înfluențată de elementele climatice dinspre munte. 
Temperatura anuală medie este de 7-8 grade C. 
Căderea precipitațiilor este caracteristică zonei de deal, cu valori medii anuale de 500-600 mm, cele mai multe precipitașii cad în lunile mai-iunie, iar lunile cu cele mai puține precipitații sunt august-septembrie.

### Hidrografia
De-a lungul satului, Râul Doamnei primește pe partea dreaptă afluentul Valea Dracului, pe partea stângă primește afluenții: Valea Hotarului, Valea lui Vișan, Valea Bisericii, Valea Strejii. 
În spatele alunecărilor de teren s-au format lacurile: Lacul cu bani, Lacul lui Mihai, Lacul lui Don, Lacul lui Oțet. Lacul Femeii este un lac antropic. 

### Flora și fauna
Vegetația cuprinde păduri de fag, gorun, brad, molid, carpen, mesteacăn, frasin, arțar, ulm, jugastrul, cireșul amar, mărul pădureț, teiul cu frunză măruntă etc. 
Arbuști: alunul, socul roșu, cornul, sângerul, murul, zmeurul, călinul, afinul, lemnul câinesc, păducelul, măceșul, fragul etc. 
Flori de pădure: ghiocelul, floarea-paștelui, vioreaua, feriga, spânul, urzica-moartă, mierea-ursului, măzărica, ochiul-boului, sunătoarea, păpădia, coada-șoricelului, coada-calului, mușețelul etc. 
Fauna este reprezentată prin: vulpe, lup, râs, jder, dihor, pisica sălbatică, nevăstuica, bursuc, veverița, iepure, căprioară, mistreț, arici, șarpe de câmp, cîrtița etc.
Păsări: mierla, vrabia, pițigoiul, țoiul, gaița, ciocănitoarea, cinteza, coțofana, pupăza, graurul, codobatura, sticletele, potârnichea, pitpalacul etc. 
Păsări răpitoare: uliul, eretele, șoimul, buha, cucuveaua, huhurezul etc. 
Pești. păstrăvul, lipanul, zglăvocul, nisiparnița, molanul, latița, țipatul etc.

## Toponimie
Numele de Corbșori reprezintă un toponim diminutival format pe baza toponimului Corbi, indicând dinensiunile reduse ale așezării, comparativ cu localitatea Corbi. Cu timp în urmă s-a folosit denumirea de Corbii Mici.

## Istoric
Satul Corbșori a fost consemnat în actul emis de cancelaria domnească a lui Alexandru Mircea din anul 1575, la 28 mai, când printre boierii care au judecat o pricină, se afla și Razanda din Corbișori.
Hrisovul din 28 mai 1575, care vorbește pentru prima oară de satul Corbșori, reprezintă actul său de atestare documentară.
În satul Corbșori sunt menționați boierii: Ion Iuzubașa, Ot Corbșori în anul 1654 și Ion Stolnic Ot Corbșori în anul 1661.
La 1877, la Războiul de Independență, ostașii mobilizați din satul Corbșori, au facut parte din Compania IV-a a batalionului II dorobanți Muscel, condus de maiorul Dimitrie Giurescu. 
La 17 octombrie 1877, batalionul II trece Dunărea și participă la luptele de cucerire a Plevnei.
Documentul din 9 decembrie 1887 atestă faptul că din fosta comună Corbșori, plaiul Nucșoara, județul Muscel, au fost soldați care au participat la războiul pentru Independența României. 
În Primul Război Mondial soldații din satul Corbșori au fost mobilizați în regimentul 30 dorobanți și 70 infanterie, ducând lupte pe linia Carpaților, în nordul județului Muscel, la Pravăț-Mateiaș. 
În timpul celui de-al Doilea Război Mondial au căzut 36 de eroi. Numele lor sunt scrise pe monumentul aflat în curtea cimitirului satului, din 1973.
Acest sat a fost de mai multe ori comună, până în anul 1968, când, odată cu satul Stănești, s-a alăturat comunei Corbi. 

## Biserica
În anul 1786, în satul Corbșori, a fost ridicată o biserică din lemn, cu hramul "Nașterea Maicii Domnului", de către Dimitrie Dârstoreanu. 
Actuala biserică de zid a fost construită între anii 1857-1861 și a fost sfințită de episcopul Gherașim Cristea al Râmnicului și Argeșului.
Î.P.S. Calinic, Episcopul Argeșului și Muscelului, împreună cu alți preoți din localitate, au oficializat, la 9 septembrie 2007, slujba de resfințire a lăcașului de cult. Pictura a fost restaurată de pictorul bisericesc Tatiana Hedeșiu din localitatea Stroiești, județul Argeș, în perioada octombrie 2006 - septembrie 2007.

## Monumente
În centrul localității se înalță Monumentul eroilor din primul război mondial. Pe fațada monumentului se află inscripția: " În amintirea eroilor..."

## Școala
Școala din satul Corbșori a luat ființă în anul 1839. Primii învățători au fost Nicolae, fiul preotului din Corbșori și Gheorghe Grigore, preot. După Revoluția de la 1948, școala a fost închisă până în anul 1857. 
Din toamna anului 1885 până în 1894, activitatea școlii a fost preluată de învățăorul Nicolae Hănescu. 
Îa anul 1925, sub îndrumările directorului Gh. Moisescu, au început lucrările pentru construirea unui local nou de școală, cu trei săli de clasă și o cancelarie.  
Un noul lăcaș de școală s-a ridicat în anul 1970.
Începând cu anul 2011, clasele gimnaziale V-VIII, de la școala din satul Corbșori, sunt desființate.

## Primăria
Comuna Corbșori a avut trei perioade de existență ca unitate administrativ-teritorială: 1. 1866-1908, 2. 1925-1939, 3. 1946-1950. Din anul 1968 este sat al comunei Corbi.

## Banca Populară "Corbșori"
S-a înființat în anul 1907. În anul 1920 președintele băncii a fost Gheorghe I. Nica. 
În anul 1934, în baza legii pentru lichidarea datoriilor agricole și urbane, s-au întocmit liste cu locuitorii din Corbșori care erau debitori și giranți la băncile din județul Muscel, la Societatea coperativă de credit "Corbșori" (116 locuitori), condusă de Gh. Moisescu și M. Sichiteanu.

## Căminul cultural
Clădirea Căminului Cultural din Corbșori a fost dată în folosință în anul 1956. 
De-a lungul timpului, activitatea cultural artistică a fost întreținută de ansambliri de dansuri polulare, cor, grup vocal folcloric, grupuri umoristice, soliști vocali. Acestea s-au afirmat prin participarea la numeroase concursuri județene și naționale. 
Învățătoarea Ion M. Maria a avut o constrinuție la formarea și instruirea grupului de fluierași.

## Formația de dansuri populare
Formația de dansuri populare, compusă din fete și băieți de la clasele I-VIII ale Școlii Corbșori, este condusă de instructorii artistici, învățătorii Maria Miu și Alin Stoica. 
Au obținut Locul I la multe concursuri, dintre care menționăm: Festivalul Internațional de Folclor pentru Copii și Tineret (Curtea de Argeș, 2006), Concursul Euro-Hora, Pitești, 2006, Concursul Euro-Hora, Pitești, 2007, Festivalul de folclor, Pitești 2007.

## Grupul vocal folcloric al școlii
Grupul vocal folcloric al Școlii din Corbsori are în repertoriu cântecele: "Codrule, cu frunză deasă!"," Drag mi-e mie să stau vara!", "Neicuță din Argeșel", "Primăvara, primăvară!". Colinde: "D-ale cui aceste case?", "Scoală, scoală, gazdă mare!", "Plecarea magilor", "Trei crai de la răsărit", "Domnuleț și domn din cer". 
Cu aceste interpretări au obținut locul 1 la festivalurile și concursurile de folclor, dintre care: Festivalul de colinde "Plugușorul", Curtea de Argeș, 2004, Concursul "Cântecele Argeșului", Pitești, 2005.

## Economia

### Creșterea animalelor
Ciobănia est cea mai veche și răspândită meserie din zona subcarpatică Argeș-Muscel. Pășunile și fânețele din zona satului Corbșori au favorizat această îndeletnicire. În timpul verii, pășunatul se realizează pe pajiștile munților Mușetescu, Bourețu și Hârtoape. 
În afară de oi, locuitorii satului Corbșori cresc: vaci, cai, boi, capre, porci etc.

### Pomicultura
Localitatea, fiind așezată în zona subcarpatică a dealurilor înalte, condițiile naturale au favorizat creșterea pomilor fructiferi. 
Soiurile de pruni: prunul de vară, toltușul, corcodușul, grasul, ciorăscul; soiuri nobile: agenul, anna spathul, grasul altoit, tuleiul gras. Prunele sunt folosite și pentru fabricarea țuicii, 
Mere românești: mărul crețesc, domnesc, botan, sălciu, dulci de vară; soiuri nobile: parmen auriu, ionatan, golden, bot de iepure, florina. 
Pere românești: pepenești, văratici, tomnatici, roșioare; soiuri nobile: cure, doucet alb și roșu, cordon.

### Cultivarea plantelor
În localitate s-au cultivat plante din vechime: inul, cânepa, meiul, grâul, secara, orzul, ovăzul, porumbul, cartoful, zarzavaturi și legume. 
Se cultivă zarzavaturi și legume: ceapă, morcovi, ardei, păsrârnca, castraveți, pătrunjel, roșii, varză, fasole, sfeclă.

### Meșteșugurile
De prepararea lânii se ocupau de obicei femeile și fetele. După spălat și dărăcit, o torceau și țeseau țoale, țolicuri, plocade, zăvestre, macaturi, chilimuri, preșuri, covoare. Tot femeile se ocupau și de cusutul cu acul, torsul, urzitul, năvăditul, țesutul, împletitul la andrele. 
Din piele de oaie se confecționa, cojocarii croiau cojoace, pieptare, căciuli. 
Din piele de bovine se făceau opinci, bocanci, cizme, chimire, hamuri, căpăstre. 
Alte mererii practicate: dulgheri, rotari, dogari, fierari, potcovari, morari, dârstari, piuari, povarnagii, cârciumari, tâmplari, cojocari, croitori, cizmari, zidari, sobari. 

## Arhitectura
De-a lungul timpului, construcția locuinței a suferit mai multe transformări. 
Ce mai vechi tip de casă, înainte de 1890, este cel cu temelia din trunchiuri de copaci cioplite, așezate pe pământ sau pe pietre. 
Pereții erau din bârne groase, încheiate pe orizontală, cu capetele petrecute într-un mod numit cășiță sau în frânghiu.  
Casele aveau o cameră cu tindă la intrare. Tavanul era din scânduri, pardoseala, din lut bine bătut. Ferestrele erau mici. Acoperișul era înalt, construit în patru ape, cu șiță de brad și cucă. 
Începând cu anul 1900, temelia caselor era formată dintr-un zid de piatră de râu și mortar format din var și nisip. Sub casă era săpat un beci ce adăpostea proviziile. Casa avea două camere, una în care se dormea și cealaltă era pentru musafiri. 
Cu timpul, modelul de construcție al caselor a evoluat, la cele două camere s-au adăugat o bucătărie și o cămară.

## Port popular

### Port popular femeiesc
Costumul popular femeiesc din satul Corbșori păstrează structura specifică zonei Muscelului. 
Piesă a costumului popular femeiesc, fota este alcătuită dintr-o bucată de țesătură din lână, lucrată în război, în patru ițe.   
Fota prezintă ornamente geometrice sau florale, țesute cu fir auriu, mătase sau lână, pe fond negru.   
Cea mai importantă piesă a costumului popular femeiesc, de croieli diferite, cu mâneci largi sau strânse în "bentiță", "obinzică" sau "pumnaș", cu volane sau "fodori", ia se caracterizează printr-o decorație de cusături, broderie și alesături cu motive geometrice și florale pe mâneci, piept și guler. La gât este încrețită cu o bentiță numită "obinzică".              
Betele, o țesătură îngustă și lungă, divers colorată, țesută în război, se prind peste ie și fotă.               
Marama, bucata de țesătură de borangic alb sau galben, transparentă, vaporoasă, lungă de 3 m, acoperă capul femeilor, în zile de sărbătoare.                
Femeile căsătorite purtau pe cap tistimel - basma de culoare neagră sau înflorată. 
Iarna, femeile se înfrășurau în broboadă din lână.

### Port popular bărbătesc
Costumul popular bărbătesc din satul Corbșori este format din: cioareci albi din pănură (dimie) strânși pe picior și cămașă albă, cu clini, scurtă. 
Cămașa este confecționată din pânză de bumbac țesută în război manual. La gât și la mâneci, cămașa este ornamentată cu șabace cusută cu ață neagră de bumbac. 
La brâu, bărbații se încingeau cu bete țesute din lână sau cu chimir - brâu lat de piele, împodobit cu ornamente fie presate în piele, fie cusute cu șuvițe de piele colorată, prevăzut cu mici buzunare. 
Vesta din pănură neagră sau pieptarul alb din piele de oaie, cusut și ornat, se purta peste cămașă.  
Zeghea, o haină din dimie neagră, țesută în casă și dată la piuă, sau mintean cu guler de miel negru și căptuțit cu blană de oaie, se purta în anotimpul rece, iar în zilele groase se purta bitușcă (cojoc) lungă din piele de oaie, albă, cu lână pe dinafară sau dinăuntru.   
Pe cap, barbații purtau căciulă din blană de miel, iar în picioare opinci legate cu curele de piele sau nojițe.